# Västlig antilophare
Västlig antilophare (Lepus alleni) är ett däggdjur i familjen harar (Leporidae). Det är den största arten i släktet Lepus och den har även de längsta öron av alla harar. Haren visar när den springer den vita undersidan av svansen. Ett liknande beteende finns hos gaffelantilopen (Antilocapra americana) och därav fick arten sitt namn.
Denna hare förekommer i södra Arizona och nordvästra Mexiko. Den når en kroppsläng mellan 55 och 67 centimeter. I kroppslängden ingår en 4,8 till 7,6 cm lång svans. Bakfötterna är 12,7 till 15 cm långa och vikten varierar mellan 3 och 6 kg. Pälsen är på ovansidan sandgrå, den vitaktiga pälsen på undersidan når längre upp än hos andra harar. Ibland blir öronen 17,3 centimeter långa. Dessutom är en gulaktig strupe kännetecknande. Tandformeln är I 2/1, C 0/0, P 3/2, M 3/3, alltså 28 tänder i hela tanduppsättningen.
Habitatet är torra regioner med några buskar och kaktusväxter. Typiska växter är arter av släktet Larrea eller Acacia greggii och gräs. Arten är främst aktiv vid skymningen och gryningen och vilar på dagen i markfördjupningar. Västlig antilophare gräver inget bo och flyr snabb när den upptäcker fiender. Födan utgörs av gräs, ärtväxter av släktet Prosopis och av kaktusväxter.
Honor kan para sig flera gånger per år och per kull föds två till fyra ungar. Liksom hos andra arter av samma släkte är ungarna borymmare som föds med hår och öppna ögon. Honan diar cirka en månad.
Västlig antilophare jagas ibland när den hamnar på jordbruksmark. Populationen betraktas som stabil och IUCN listar arten som livskraftig (least concern).